# گیلی الدیس
گیلی الدیس (انگلیسی: Gillie Alldis; ۲۶ ژانویهٔ ۱۹۲۰ – 1998 (aged 75–76)) بازیکن فوتبال اهل بریتانیا بود.
از باشگاه‌هایی که در آن بازی کرده‌است می‌توان به باشگاه فوتبال پرسکوت کابلس و باشگاه فوتبال ترانمره راورز اشاره کرد.